# Hans Rønne
Hans Rønne (født 1. juli 1953 i Gedsted) er en dansk skuespiller og sceneinstruktør.
Hans Rønne er oprindeligt uddannet folkeskolelærer fra Skive Seminarium, men kom som militærnægter til Kaskadeteatret i Århus, hvor han i 1980 blev en del af teatrets kollektive ledelse. I 1984 etablerede han sit eget teater, Teatret, sammen med hustruen, scenografen Gitte Baastrup.
Hans Rønne modtog i 1995 Karen Marie Thorsens legat for sit teaterarbejde. I 2007 modtog han både teaterprisen EntréPrisen, Allen-prisen og Årets Reumert for forestillingen August. I 2017 modtog han Teaterpokalen af Foreningen af Danske Teaterjournalister for forestillingerne Lev menneske og Slagballe Banke.